# Hybosorus roei
Hybosorus roei (лат.) — вид жуков из семейства Hybosoridae.

## Описание
Жук длиной 7—9 мм, имеет чёрную окраску, нижняя часть красно-бурая. Тело овальной формы, выпуклое, блестящее. Переднеспинка редко пунктирована, надкрылья с точечными бороздками.

## Синонимия
Международная комиссия по зоологической номенклатуре решила, что лучшим вариантом будет сохранить для вида название Hybosorus roei Westwood, 1845. Предложение о сохранении синонима Hybosorus illigeri Reiche, 1853, путём переименования Hybosorus roei в Hybosorus illigeri не получило одобрения.

## Галерея

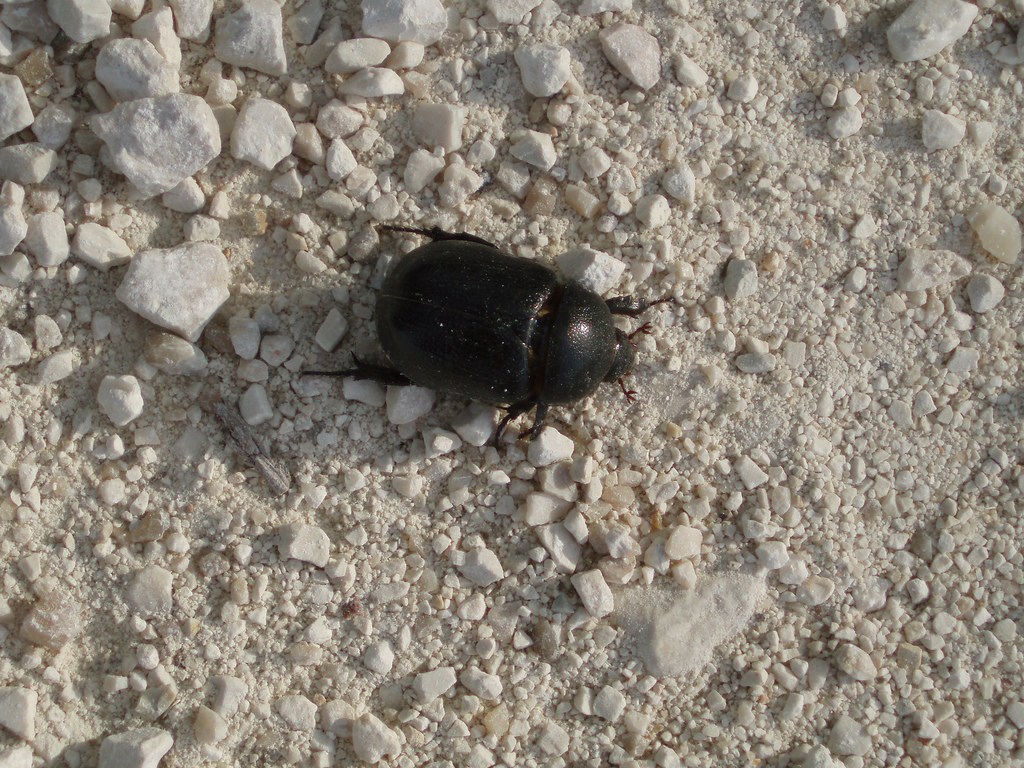
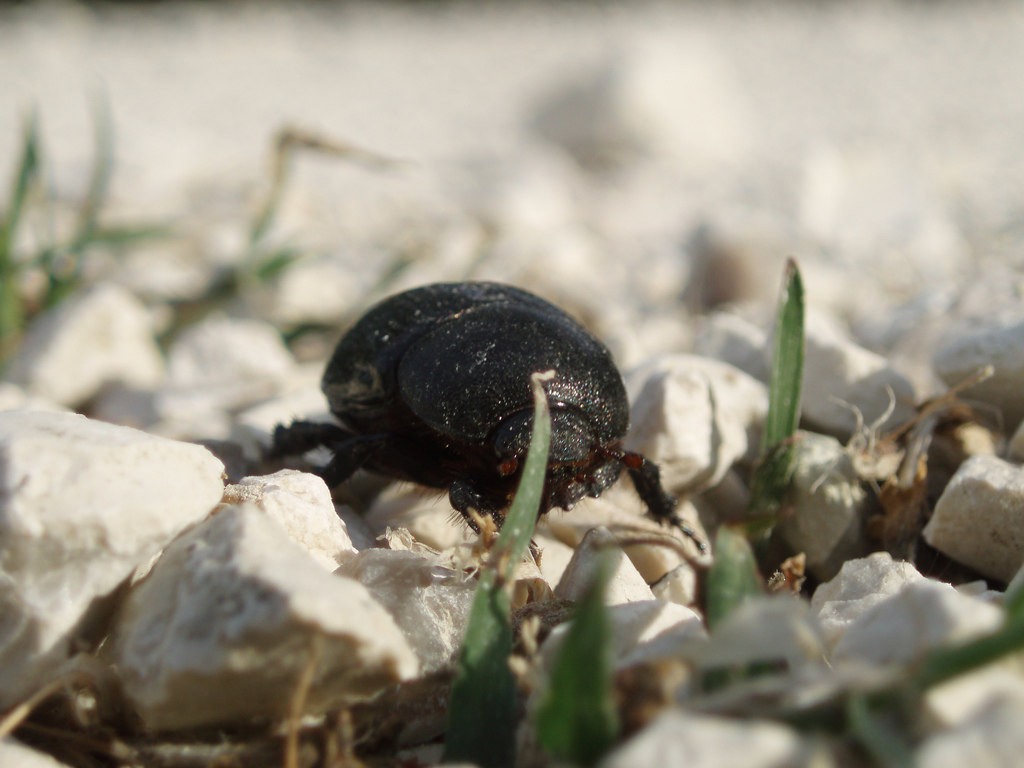

## Распространение
Широко распространён в Палеарктике, Афротропике, Ориентальной области. Интродуцирован в Неарктику и Неотропику.